# Stanisław Trembecki
Stanisław Trembecki (1739. május 8.  – Tulczin (Podolia), 1812. december 12.) lengyel költő.

## Élete
Tanulmányait Krakkóban végezte, azután Párizsban élt. Miután hazájába visszatért, Szaniszló Ágost királynak kamarása lett, akit trónvesztése után Szentpétervárra kísért. Azután A. Czartoryski herceg udvarába, végül Tulczinba Felix Potocki grófhoz ment. Nagy érdemei vannak a lengyel költői stílus fejlesztésében; költeményei magvas nyelvezet és sima formájuk által tűnnek ki. Többnyire alkalmi és politikai verseket írt. Legterjedelmesebb és legkiválóbb költeményét Zofijówka címen agg korában írta, tárgya annak a parknak poétai leírása, melyet Potocki ültettetett Zsófia neje számára. Művei 1806-ban Lipcsében, 1881-ben Lembergben jelentek meg.